# 吐含山
吐含山位于大韩民国庆尚北道庆州市佛国洞，属于東大山脈和慶州國立公園。山峰高745米，在山顶可以远眺慶州盆地和日本海。